# イーストボーン・バラFC
イーストボーン・バラ・フットボール・クラブ（Eastbourne Borough Football Club）はイングランド、イースト・サセックス州、イーストボーンを本拠地とするサッカークラブ。2021-2022シーズンはナショナルリーグ・サウス（6部相当）に所属。

## 歴史
前身のラングニーFCが2001年に名称を変更し、現在のチーム名になった。

## タイトル

### 国内タイトル
- サセックスカウンティ・フットボールリーグ・ディヴィジョン3:1回

1986-1987
- サセックスカウンティ・フットボールリーグ・ディヴィジョン2:1回

1987-1988
- サセックスカウンティ・フットボールリーグ・ディヴィジョン1:1回

1999-2000

### 国際タイトル
- なし

## 歴代所属選手
- アシュリー・バーンズ 2008-2009
- スティーブ・クック 2010
- カール・ジェンキンソン 2010
- アダム・ワッツ 2012-2015